# Milenio
Milenio, även Milenio Nacional och Milenio Diario, är en mexikansk dagstidning, nättidning och radio- och TV-kanal. Tidningen grundades den 22 november 1974 i Monterrey under namnet Diario de Monterrey. Den publiceras i åtta olika versioner i åtta olika städer eller delstater: Mexico City, Monterrey, Comarca Lagunera, León de los Aldama, Hidalgo, Jalisco, Puebla och Tamaulipas.
Sedan 2012 driver de även TV-kanalen Milenio Televisión, som finns att tillgå i Mexico City och Los Angeles samt i de flesta städer i norra Mexiko. De har även en radiokanal i Monterrey och en i Saltillo, Coahuila. Milenio Televisión finns även som webbtv på Milenios hemsida. De driver också en Youtubekanal med över 2,5 miljoner prenumeranter.